# کارمن (اکلاهما)
کارمن(به انگلیسی: Carmen) شهری در ایالت اکلاهما کشور ایالات متحده آمریکا است که جمعیت آن در سرشماری سال ۲۰۱۰ میلادی، ۳۵۵ نفر بوده‌است.